# Slowenische Badminton-Mannschaftsmeisterschaft 2014
Die Slowenische Badminton-Mannschaftsmeisterschaft der Saison 2013/2014 gewann das Team von BK TEM Mirna.

## Endstand
- 1. BK TEM Mirna (Matevž Bajuk, Mitja Šemrov, Ema Cizelj, Urban Turk, Nastja Stovanje)
- 2. BK Medvode (Miha Ivanič, Nika Polanič, Matic Ivančič, Živa Repše, Ana Marija Šetina, Janž Omerzu, Martin Cerkovnik, Kaja Okršlar)
- 3. Mirna mladi (Nika Arih, Žan Laznik, Zala Šturm, Sebastijan Miklič, Luka Pungerčar, Urban Herman)
- 4. BK BIT (Nina Kotar, Anže Novak, Andraž Krapež, Tilen Zalar, Cecilija Barut, Monika Pust, Alja Novak, Andrej Horvat)
- 5. Medvode mladi (Petra Polanc, Miha Ivančič, Luka Čaleta, Blaž Kastelec, Igor Šušteršič, Taja Cerkovnik)
- 6. BK Kungota (Urška Polc, Vesna Brlič, Aljaž Roškar, Tina Kodrič, Denis Člekovič, Eva Gruber, Aljoša Beber, Tina Juršič, Martin Adler)
- 7. ŠRD Idrija (Mateja Rojnik, Tomislav Krga, Miran Vihtelič, Vanja Mlejnik, Maja Plešec, Eva Meglič, Mitja Bajžl)
- 8. ŠRD Konex (Jona Gričar, Katja Lorber, Jon Schwarzmann, Eva Miklič, Rok Jerčinovič)